# Chrząstawa Mała (przystanek kolejowy)
Chrząstawa Mała – przystanek osobowy w Chrząstawie Małej, w Polsce, w województwie dolnośląskim, w powiecie wrocławskim, w gminie Czernica, położony na linii kolejowej nr 292 Jelcz Miłoszyce – Wrocław Osobowice.